# Allessandro Fiore-Tapia
Alessandro Fiore Tapia (Radolfzell am Bodensee, 1997. március 4. –) német utánpótlás-válogatott labdarúgó, jelenleg a Schalke 04 II játékosa.

## Statisztika
2016. július 21. szerint.
| Klub          | Szezon   | Bajnokság | Bajnokság | Kupa  | Kupa | Nemzetközi | Nemzetközi | Összesen | Összesen |
| Klub          | Szezon   | Mérk.     | Gól       | Mérk. | Gól  | Mérk.      | Gól        | Mérk.    | Gól      |
| ------------- | -------- | --------- | --------- | ----- | ---- | ---------- | ---------- | -------- | -------- |
| Schalke 04 II | 2016–17  | 0         | 0         | 0     | 0    | 0          | 0          | 0        | 0        |
| Schalke 04 II | Összesen | 0         | 0         | 0     | 0    | 0          | 0          | 0        | 0        |
| Összesen      | Összesen | 0         | 0         | 0     | 0    | 0          | 0          | 0        | 0        |